# Ruth Johnson Colvin

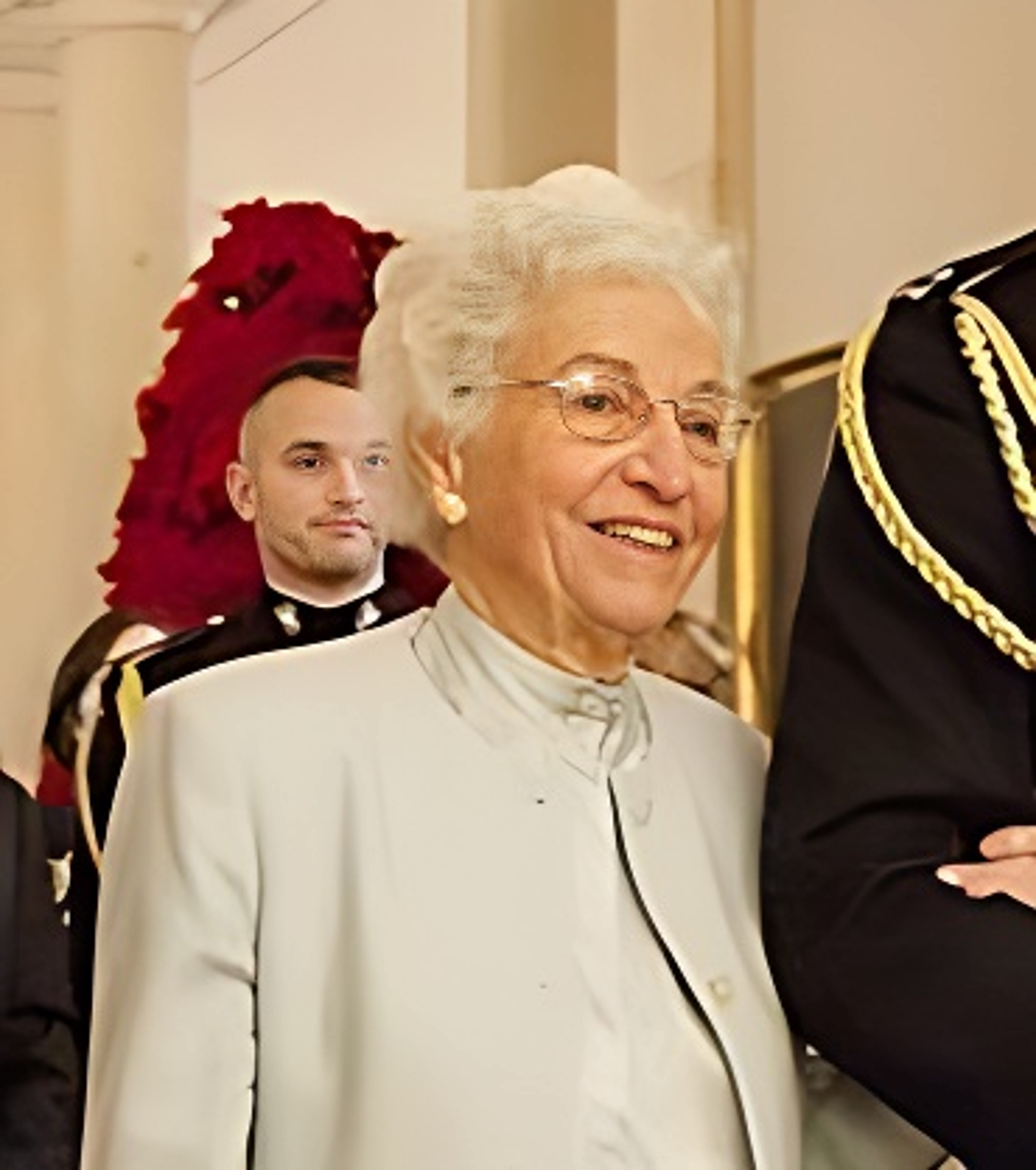
Ruth Johnson Colvin im Rahmen der Verleihung der Presidential Medal of Freedom 2006

Ruth Johnson Colvin (* 16. Dezember 1916 in Chicago, Illinois als Ruth Johnson; † 18. August 2024 in Syracuse, New York), auch Ruth J. Colvin oder kurz Ruth Colvin, war eine US-amerikanische Aktivistin gegen Analphabetismus und Autorin. Für ihr ehrenamtliches Engagement erhielt sie 2006 die Presidential Medal of Freedom.

## Leben und Wirken
1916 in Chicago geboren, war Johnson das älteste von fünf Geschwistern. Ihr Vater starb bereits im Alter von 38 Jahren. Sie selbst machte zunächst 1936 am Thornton Junior College in Harvey einen Associate Degree in Betriebswirtschaftslehre, danach ging sie an das Moser Business College in Chicago und an die Northwestern University in Evanston, wo sie ihr Studium der Betriebswirtschaftslehre fortsetzte. Dort lernte sie auch ihren Ehemann Robert „Bob“ Colvin kennen, einen späteren Verkaufsleiter und Unternehmensmanager in der Chemieindustrie. Nach der Hochzeit 1940 ließen die beiden sich zunächst für kurze Zeit in Seattle im Bundesstaat Washington nieder, ehe sie noch im selben Jahr nach Syracuse in den Bundesstaat New York zogen. An der örtlichen Syracuse University schloss Colvin 1959 ihr Studium der  Betriebswirtschaftslehre erfolgreich ab.
1961 wurde Colvin über einen Zeitungsartikel auf die hohe Analphabetenquote in ihrer Heimat aufmerksam: Laut Zensus waren 1960 knapp 11.000 der etwa 423.000 Einwohner des Onondaga County funktionale Analphabeten. Colvin beschloss, dagegen vorzugehen. Mit Hilfe einiger Experten der Syracuse University entwickelte sie in den folgenden Monaten Methoden, Materialien und Programme für Alphabetisierungskurse. Diese Kooperation mit ihrer Alma Mater blieb in den nächsten Jahrzehnten bestehen. Ab 1962 bot Colvin Alphabetisierungskurse über die Syracuser Ortsgruppe der Church Women United an. In ihren Kursen stellte sie die Perspektive der Lerner in den Mittelpunkt und versuchte, diese auch in die Gestaltung der Kursinhalte einzubinden. Beispielsweise plädierte sie dafür, möglichst viele Sprachbeispiele aus dem Alltagsleben zu nehmen, um anhand vertrauter Sätze das Lesen und Schreiben zu vermitteln. Von vornherein versuchte sie, für ihre Kurse weitere Tutoren auszubilden, die möglichst Personen aus den lokalen Gemeinschaften sein sollten. Im Laufe der Zeit konnte sie auch einige Absolventen der Alphabetisierungskurse als Tutoren gewinnen.
1964 später übernahm ein eigens eingerichtetes Komitee der Church Women United im Bundesstaat New York die organisatorische Verantwortung von Colvins Alphabetisierungskursen. 1967 wurde Colvins Projekt schließlich mit der Gründung von Literacy Volunteers in eine eigene Organisation ausgelagert. Zunächst wollte sich Colvin nur auf ihre Heimatstadt konzentrieren, aber ihre Arbeit weitete sich nach und nach immer mehr aus. 1972 wandelte sie ihre Organisation in die US-weite Literacy Volunteers of America um, während die Arbeit in Syracuse unter dem Namen LiteracyCNY („CNY“ für Central New York) fortgesetzt wurde. Später expandierte ihre Organisation auch ins Ausland. Gemeinsam mit ihrem Ehemann gab sie in 60 verschiedenen Ländern Alphabetisierungskurse; von 1978 bis 2001 verbrachten die beiden dazu jedes Jahr drei Monate im Ausland. Dort arbeitete sie unter anderem an Alphabetisierungskursen in lokalen Sprachen und beriet entsprechende Freiwilligenorganisationen bei ihrer Arbeit. Diese Reisen führten sie unter anderem nach Madagaskar, Papua-Neuguinea, Guatemala und Somalia.
2002 schloss sich ihre Organisation mit der Laubach Literacy International zu ProLiteracy zusammen. ProLiteracy gründete 2010 in Syracuse das Ruth J. Colvin Center als Forschungs- und Entwicklungszentrum für Alphabetisierung. 2018 besuchten über 100.000 Personen Kurse von ProLiteracy. Sowohl bei LiteraryCNY als auch bei ProLiterary war Colvin Ehrenmitglied des Board of Directors. Zusätzlich war sie Mitbegründerin der National Coalition for Literacy, einer US-weiten Lobbyorganisation zur Unterstützung der Alphabetisierung. Sie schrieb mehrere Bücher über Alphabetisierung; ihre Methodik- und Materialhandbücher Tutor und I Speak English gelten als Standardwerke für Alphabetisierungskurse oder Fremdsprachenunterricht in Englisch. Eine Sammlung von Unterlagen und Dokumenten aus ihrem Besitz ist unter dem Namen Ruth Colvin Papers Teil des Bestandes der Bibliothek der Syracuse University.
Colvin, Mitglied einer presbyterianischen Kirche, war über 73 Jahre mit ihrem Ehemann verheiratet, bevor dieser 2014 im Alter von 99 Jahren starb. Sie waren Eltern zweier Kinder und hatten sechs Enkelkinder und mehrere Urenkel. Zu Colvins 100. Geburtstag im Dezember 2016 gratulierte ihr auf Betreiben des Sycracuser Abgeordneten John Katko unter anderem auch das Repräsentantenhaus der Vereinigten Staaten. Katko würdigte die Verdienste von Colvin, die „tausenden Personen“ das Lesen beigebracht und mit ihrer Arbeit das Fundament für zahlreiche weitere Alphabetisierungskurse gelegt habe. 2020 veröffentlichte Colvin im Alter von 103 Jahren ihre Autobiografie. Sie verstarb im August 2024 in Syracuse im Alter von 107 Jahren.

## Auszeichnungen

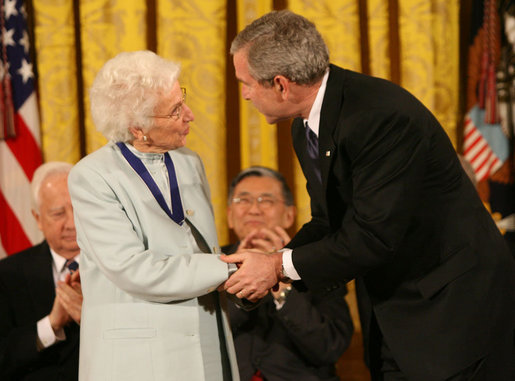
US-Präsident George W. Bush verlieh Colvin 2006 die Presidential Medal of Freedom.

Colvin erhielt mindestens zehn Ehrendoktortitel. Nicht alle dieser Ehrendoktorwürden lassen sich einer Universität zuordnen; die nachfolgende Liste ist in dieser Hinsicht also unvollständig und umfasst nur zuzuordnende Ehrendoktorwürden.
- 1984: Ehrendoktorin der Syracuse University[14]
- 1987: President’s Volunteer Action Award[4]
- 1992: Ehrendoktorin des Hobart and William Smith Colleges[15]
- 1993: Aufnahme in die National Women’s Hall of Fame[4]
- 1996: George Arents Pioneer Medal der Syracuse University[14]
- 2005: Aufnahme in die Hall of Honor der Sorority Kappa Delta[5]
- 2006: Presidential Medal of Freedom[4]
- 2008: Ehrendoktorin des Skidmore College[16]
- 2016: Aufnahme in die Reihe Women of Distinction des Senates von New York[4]
- 2016: William Pearson Tolley Medal for Distinguished Leadership in Lifelong Learning der Syracuse University[14]
- 2018: Ehrendoktorin des Le Moyne College[2]

## Werke (Auswahl)
- mit Jane H. Root: Tutor: Techniques Used in the Teaching of Reading. a Handbook for Teaching Basic Reading to Adults and Teenagers. Follett Publishing Company, Westchester 1972, OCLC 967602474.
- I Speak English: A Tutor’s Guide to Teaching Conversational English. Literacy Volunteers of America, Syracuse 1976, OCLC 425829739.
- Off the Beaten Path: Stories of People Around the World. Syracuse University Press, Syracuse 2011, ISBN 978-0-8156-0993-3.
- My Travels Through Life, Love, and Literacy – a Memoir: A Journey Over 100 Years in the Making. New Readers Press, Syracuse 2020, ISBN 978-0-88336-053-8.